# Tinkercad
Tinkercad es un programa de modelado 3D gratuito en línea que se ejecuta en un navegador web. Desde que se lanzó en 2011, se ha convertido en una plataforma popular para crear modelos para impresión 3D, así como una introducción de nivel básico a la geometría constructiva de sólidos en las escuelas.

## Historia
Tinkercad fue fundado por el ex ingeniero de Google Kai Backman y su cofundador Mikko Mononen, con el objetivo de hacer que el modelado 3D, especialmente el diseño de elementos físicos, sea accesible al público en general y permitir a los usuarios publicar sus diseños bajo la licencia Creative Commons. En 2011, se lanzó el sitio web tinkercad.com como una herramienta de modelado 3D basada en la web para navegadores compatibles con WebGL, y en 2012 la empresa trasladó su sede a San Francisco. En 2012, los usuarios ya habían publicado más de 100.000 diseños 3D.
En mayo de 2013, Autodesk anunció en una Maker Faire que adquiriría Tinkercad.
En marzo de 2017, Autodesk recomendó a los usuarios de 123D Sculpt(software que pronto dejaría de funcionar), que migraran a Tinkercad (o Maya LT). En mayo, Autodesk suspendió su "Laboratorio de electrónica" de 123D Circuits (Circuits.io). Las características del programa se fusionaron con Tinkercad.

## Concepto

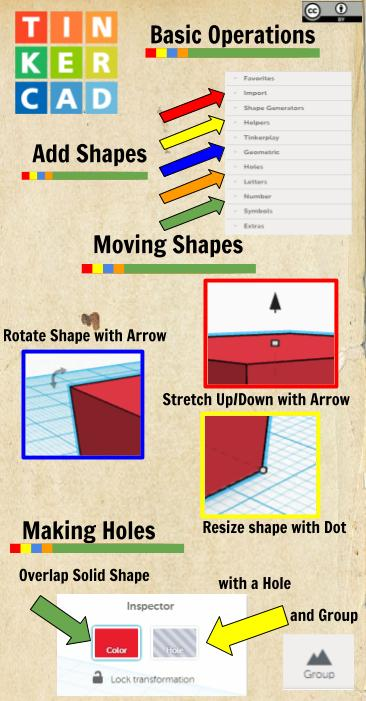
Ilustración de algunas operaciones básicas en Tinkercad.

Tinkercad utiliza un método simplificado de geometría constructiva de sólidos para construir modelos. Un diseño se compone de formas primitivas que pueden ser "sólidas" o "huecas". Combinando sólidos y huecos se pueden crear nuevas formas, que a su vez se les puede asignar la propiedad de sólido o hueco. Además de la biblioteca estándar de formas primitivas, un usuario puede crear generadores de formas personalizados utilizando un editor de JavaScript integrado.

## Formatos de archivos
Las formas se pueden importar en tres formatos: STL y OBJ para 3D, y formas SVG bidimensionales para extruir en formas 3D. Tinkercad exporta modelos en formatos STL u OBJ, listos para impresión 3D.
Tinkercad también incluye una función para exportar modelos 3D a Minecraft Java Edition, y también ofrece la posibilidad de diseñar estructuras utilizando ladrillos de Lego.
Tinkercad también tiene la opción de probar diseños en un “laboratorio de simulación” utilizando conectores de ejes, motores, articulaciones y controles deslizantes, y simula la gravedad.

## Circuitos
La sección Circuitos de Tinkercad es un simulador de circuitos electrónicos basado en navegador que admite microcontroladores Arduino Uno, placas Micro:bit o chips ATtiny . El código se puede crear utilizando CodeBlocks gráficos, fragmentos de código que se pueden organizar fácilmente con el ratón, o código basado en texto. Digi-Key elogió a Tinkercad en un artículo de 2022 por sus capacidades de herramienta intuitivas y rápidas, lo que lo hace ideal para principiantes. El programa ofrece circuitos prediseñados llamados "Starters" o circuitos que pueden construirse utilizando componentes separados.
Tinkercad viene con bibliotecas integradas para componentes populares, incluidas Adafruit Neopixel, Arduino Servo y las bibliotecas de visualización I2C. Sin embargo, no es posible seleccionar ni cargar bibliotecas personalizadas. El simulador también admite componentes analógicos completamente simulados.
A pesar de ser una herramienta de nivel básico para programación y electrónica, Tinkercad ofrece funciones avanzadas como simulación de múltiples placas y circuitos analógicos complejos para usuarios experimentados.